# Mod (falowód)
Mod – charakterystyczny rozkład pola elektromagnetycznego odpowiadającym danemu kątowi rozchodzenia się fal w falowodzie. Dla światłowodu mówi się o modach światłowodowych. Mody można interpretować jako efekt wzajemnej interferencji płaskich fal elektromagnetycznych odbijających się wielokrotnie od granicy ośrodków tworzących falowód. Matematyczną postać rozkładów pola odpowiadających poszczególnym modom można uzyskać rozwiązując równania Maxwella, lub wynikające z nich równanie falowe, z odpowiednimi warunkami brzegowymi narzuconymi na pole elektryczne i magnetyczne na granicy ośrodków.
W światłowodzie takie równanie falowe ma nieskończoną ilość rozwiązań, lecz tylko niektóre z nich odpowiadają propagacji fal wzdłuż światłowodu, bez szybkiego zaniku fali wraz z przebytą drogą. Rozwiązania te nazywane są modami. Każdy z modów ma specyficzne właściwości, takie, jak prędkość propagacji, częstotliwość i długość fali, poprzeczne rozkłady pola elektromagnetycznego w ośrodku. Ponadto, w falowodzie płaskim, każdy z modów odpowiada określonemu kątowi (względem osi światłowodu) rozchodzenia się drgań elektromagnetycznych. O tym ile modów przenosi dany światłowód decyduje jego kształt, średnica rdzenia światłowodu, apertura numeryczna i długość fali propagującej się w tym światłowodzie. Ich rozkład zależy od geometrii elementu prowadzącego promieniowanie, własności optycznych materiału rdzenia i płaszcza oraz od długości rozważanej fali.
W zakresie danego modu zachowane są stałość poprzecznego rozkładu pola elektromagnetycznego i jego polaryzacji wzdłuż osi falowodu.
Mody dzieli się na:
- TE{ Ey, Hz, Hx } (Transverse Electric) - mody których natężenie pola elektrycznego w kierunku rozchodzenia się jest zerowe.
- TM{ Hy, Ez, Ex } (Transverse Magnetic) - mody których indukcja magnetyczna w kierunku rozchodzenia się jest zerowa.
- TEM (Transverse ElectroMagnetic) - mody których natężenie pola elektrycznego i indukcja magnetyczna wzdłuż kierunku rozchodzenia jest zerowa.
- Hybrydowe - mody nie spełniające powyższych warunków.

Stosuje się również inne, bardziej szczegółowe podziały modów ze względu na ich własności.
Większa liczba modów oznacza większą podatność na rozmycie przebiegającego przez światłowód pakietu falowego (odpowiadającego transmitowanemu sygnałowi) przy dużych odległościach. Rozmycie to, zwane dyspersją modową, spowodowane jest różnicami prędkości rozchodzenia się poszczególnych modów, w wyniku czego części sygnału (np. impulsu) wysłane w tym samym momencie związane z różnymi modami docierają do odbiornika w różnym czasie. Ogranicza to prędkość lub zasięg transmisji, gdyż za sprawą wspomnianych opóźnień, zbyt szybko powtarzane impulsy mogą na siebie zachodzić. W światłowodach wielomodowych zasięg transmisji, bez dodatkowych urządzeń przetwarzających i wzmacniających sygnał, ograniczony jest przez to do ok. 3000 metrów.
W światłowodzie jednomodowym może biec tylko jeden mod - są to światłowody o wartości znormalizowanej częstotliwości V mniejszej od około 2,405. Powyżej tej wartości, światłowód jest wielomodowy.
W światłowodach jednomodowych dyspersja modowa nie występuje, dzięki czemu szczególnie nadają się one do transmisji sygnałów telekomunikacyjnych na duże odległości.